# Polichinelo (exercício)

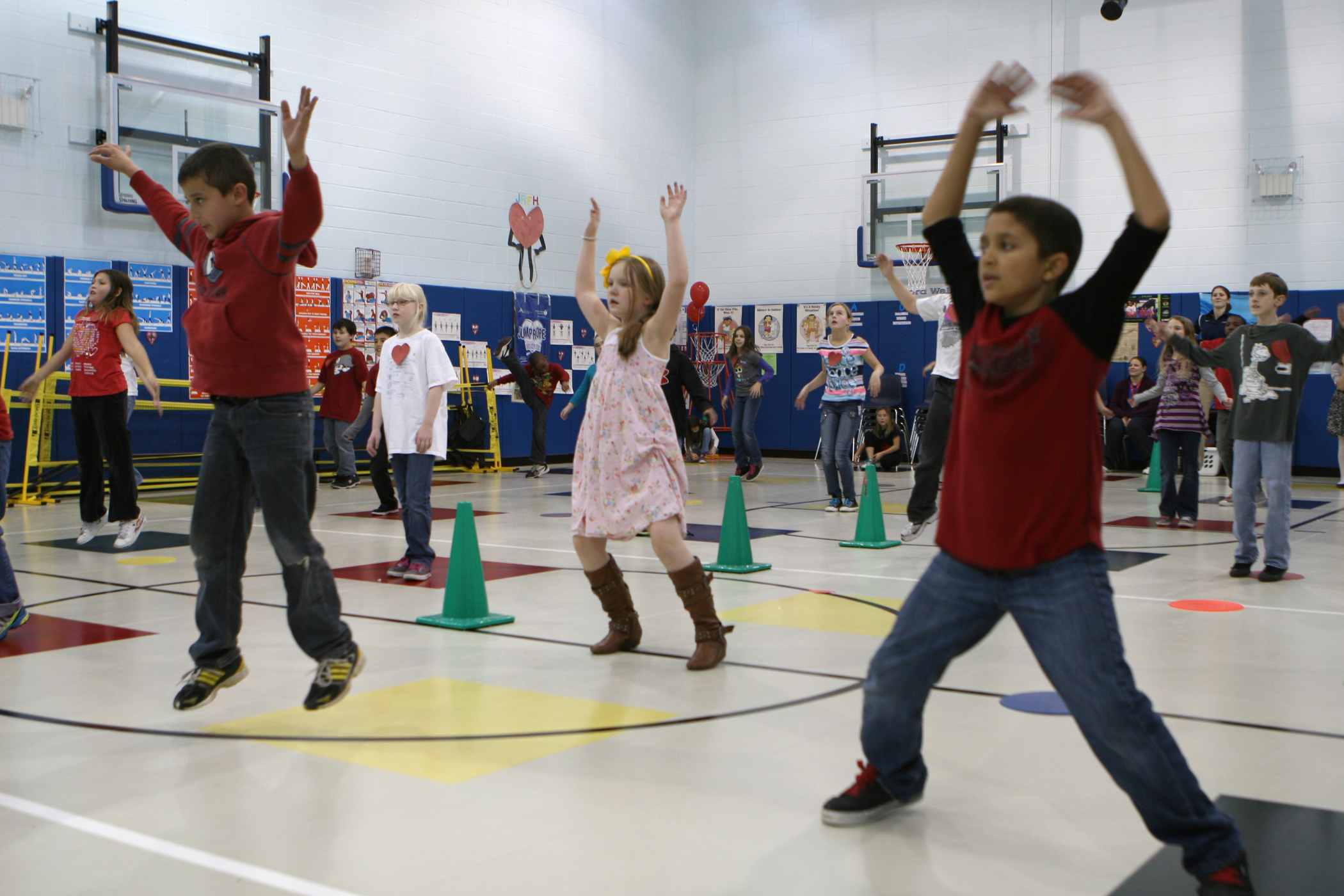
Crianças fazendo polichinelo.

Polichinelo é um exercício físico, usado principalmente para alongar e aquecer os músculos dos membros posteriores e inferiores — braços e pernas.
Este é um exercício físico que exige uma certa coordenação motora e envolve movimentos dos membros superiores e inferiores. 
Recomenda-se a realização de exercícios de aquecimento antes do início de qualquer outra atividade física. 
Essa é uma prática muito comum no treinamento físico, principalmente o militar. 

## Execução
A pessoa inicialmente fica em pé, na posição ereta, ou seja, com as pernas juntas e as mãos coladas nas coxas.
Depois, dá-se início à seguinte sequência: saltos no mesmo lugar, com movimentos sincronizados de braços e pernas.

### A partir do ponto de partida
Com um pulo, abre-se as pernas enquanto, simultaneamente, levanta-se os braços acima da cabeça ao máximo — encostando uma mão na outra.

### Retornando à posição inicial
Em seguida, após um novo pulo, fecha-se as pernas e as mãos voltam novamente às coxas, com o corpo retornando à sua posição inicial.
Ao final desta etapa, temos o que é considerada uma repetição do exercício.
Com base nesta execução, o indivíduo prossegue realizando um número escolhido, predeterminado, de repetições.

## Recordes e Curiosidades
- O recorde, homologado pelo Guinnes Book, de maior número de polichinelos em um minuto é de 97 repetições, e foi alcançado por Brandon Gatto (EUA) no Old Forge High Veterans Memorial Stadium em Old Forge, Pensilvânia, EUA, em 1 de agosto de 2011. Este número foi igualado por Mario Silvestri (Itália) em Venafro, Isérnia, Itália, em 3 de março de 2018.[1]

- Em 2010, a National Geographic Kids organizou um evento em 1.050 locais como parte da campanha "Let's Move!", de Michelle Obama, na qual foram reunidas 300.365 pessoas ao redor do mundo para fazerem polichinelos ao mesmo tempo em um período de 24 horas.[2]